# علم إنديانا

علم إنديانا

أعتمد علم ولاية إنديانا في يوم 31 أيار - مايو من عام 1917 . وقد تم تصميم علم الولاية من قبل هادلي بول. ويتكون العلم قطعة زرقاء اللون تحتوي على شعلة ذهبية لها أشعة تنبثق عنها ويوجد فوق هذه الشعلة الذهبية نجمة خماسية الشكل بحجم كبير ومن فوقها يوجد اسم الولاية وتحيط بهذه الشعلة الذهبية وأشعتها 19 نجما بحجم صغير ومتساو .

## معنى العلم
- الشعلة الذهبية ترمز إلى الحرية والتنوير وترمز الأشعة المنبثقة عن الشعلة الذهبية إلى تأثيرها على المدى البعيد .
- النجوم التسعة عشر ترمز إلى أن إنديانا هي الولاية رقم 19 في تاريخ انضمامها إلى الاتحاد الأمريكي والنجوم 13 الخارجية ترمز إلى 13 ولاية الأولى المكونة للإتحاد الأمريكي والنجمة الكبيرة والتي توجد فوق الشعلة الذهبية ترمز إلى ولاية إنديانا.